# Salalah
Salalah, a vegades també Salala (àrab: صلالة, Ṣalāla) és una ciutat d'Oman, capital de la província de Zufar. El 2009 tenia 197.169 habitants. És la segona ciutat del sultanat i lloc de naixement del sultà Qabus ibn Said, ja que el seu pare hi residia sovint; Qabus no obstant resideix habitualment a Masqat d'ençà que va pujar al tron el 1970, però visita Salalah bastant sovint; el 2010 hi va estar una temporada en el 40 aniversari de la seva pujada al tron. Està situada a la costa en una plana que porta el seu nom. El governador provincial que hi resideix es ministre d'Estat. Hi ha un aeroport.
El sultà d'Oman va dominar Salalah al segle xix. El 1932 el sultà Said d'Oman i Masqat hi va fixar la seva residència. Abans de 1970 era un poble pescador de poca importància i només es va desenvolupar després de 1970. Es van fer pous i es va portar l'aigua i l'agricultura es va desenvolupar produint cereals, plàtans, papaies, canya de sucre, fruites i llegums; les palmeres produeixen nou de coco però no pas dàtils. El palau reial i el complex urbanitzat a l'entorn coneguts com al-Husn, són els llocs principals. A l'est hi ha les ruïnes d'al-Balid que corresponen a la medieval Zufar o Zafar. El seu port està situat a Rasyut a 15 km al sud-est, a l'altre costat de la badia. El parc arqueològic d'al-Balad és també un lloc destacat.

## Història
Salalah va ser la capital tradicional de Dhofar, que va aconseguir el pic de la prosperitat en el segle xiii gràcies al comerç de l'encens. Més tard va decaure, i en el segle xix va ser absorbit pel Sultanat de Masqat. Entre 1932 i 1970, Salalah va ser la capital del Sultanat de Masqat i Oman baix Sa‘id bin Taimur. Després de la mort d'aquest, el seu fill Qabus va decidir canviar la capital d'Oman a Masqat.
El sultà tradicionalment viu en Salalah en lloc de Masqat, la capital i la ciutat més gran d'Oman; Qabus ha seguit aquesta tendència, i ha viscut a Masqat des que va ascendir al tron en 1970. Ell, no obstant això, pot visitar Salalah amb bastant regularitat per a complir amb influents tribus líders i locals; la seva última visita va ser en 2010 i abans la va visitar en 2006.
En 2010, durant el 40 aniversari del sultà Qabus en el tron, va decidir passar el seu temps en Salalah. Les celebracions del 40 aniversari van consistir en una desfilada massiva. Que va durar diverses hores i tenia un estimat de 100 000 assistents. En 2011, la ciutat va ser seu de protestes pacífiques després que l'efecte va dominar de la Primavera Àrab que va durar molts mesos. De les moltes sol·licituds presentades a partir dels manifestants, alguns van incloure l'expulsió dels ministres actuals, les oportunitats d'ocupació, augments de sou, una solució a la creixent cost de la vida, i l'establiment de bancs islàmics

## Districtes i suburdis de la ciutat
Puesto de frutas en Salalah
- Al-Dahariz
- Al-Haffa
- Al-Mughsail
- Al-Mutaaza
- Al-Saada
- Al-Wadi
- Auqad
- Centro de la ciudad
- Salalah del Este
- Ittin
- Nueva Salalah
- Raysut
- Salalah Western (también conocido como Al-Gharbia, y Al-Gantra)

## Clima
El clima de la regió i el monsó permet a la ciutat conrear algunes verdures i fruites com el coco.
| Paràmetres climàtics mitjana de Salalah          |       |       |       |       |       |       |      |      |       |       |       |       |        |
| Mes                                              | Ene.  | Feb.  | Mar.  | Abr.  | May.  | Jun.  | Jul. | Ago. | Sep.  | Oct.  | Nov.  | Dic.  | Anual  |
| Temp. màx. abs. (°C)                             | 32.3  | 33.8  | 36.7  | 43.6  | 42.3  | 43.0  | 32.7 | 31.3 | 33.0  | 40.1  | 37.4  | 34.2  | '      |
| Temp. máx. media (°C)                            | 27.5  | 27.9  | 29.9  | 31.7  | 32.4  | 31.8  | 28.4 | 27.3 | 29.0  | 30.5  | 30.8  | 28.7  | 29.7   |
| Temp. media (°C)                                 | 22.9  | 23.7  | 25.5  | 27.6  | 29.0  | 29.0  | 26.4 | 25.2 | 26.3  | 26.3  | 25.9  | 23.9  | 26     |
| Temp. mín. media (°C)                            | 17.9  | 19.2  | 21.0  | 23.4  | 25.6  | 26.5  | 24.2 | 23.1 | 23.4  | 21.6  | 20.4  | 18.8  | 22.1   |
| Temp. min. abs. (°C)                             | 12.6  | 10.8  | 14.5  | 18.0  | 20.6  | 23.5  | 21.9 | 20.5 | 19.1  | 16.5  | 15.0  | 14.1  | '      |
| Precipitació total (mm)                          | 2.2   | 7.0   | 6.3   | 19.8  | 17.1  | 10.6  | 24.6 | 24.5 | 4.1   | 4.1   | 9.6   | 1.1   | 131    |
| Horas de sol                                     | 289.6 | 256.8 | 297.6 | 308.3 | 335.1 | 199.5 | 43.9 | 42.4 | 188.0 | 314.7 | 304.7 | 296.8 | 2877.4 |
| Humetat relativa (%)                             | 50    | 58    | 62    | 68    | 75    | 80    | 89   | 90   | 81    | 67    | 55    | 50    | 68.8   |
| Font: NOAA (period of record varies, see source) |       |       |       |       |       |       |      |      |       |       |       |       |        |

## Demografia
Religió
La ciutat, igual que molts altres estats àrabs de la península aràbiga , té una proporció relativament gran d'expatriats de la comunitat, principalment de l'Índia , el Pakistan , Bangladés i Sri Lanka .
La majoria de la població d'Oman en Salalah és musulmana . Tal com és habitual a Orient Mitjà, la majoria dels habitants de Salalah professen la variant sunnita de l'Islam, però això lis diferència de la resta dels seus compatriotes omaníes, que en la seva majoria segueixen la variant ibadhi. També hi ha una població considerable d'hindús, cristians, budistes i sijs en la comunitat d'expatriats.
Idioma
L'àrab és l'idioma oficial i el més parlat. La llengua no oficial i no escrita, coneguda com Jeballi, és la segona més parlada i la llengua materna de molts habitants de Salalah i els seus voltants. A partir de 1993 s'estimava que hi havia 25.000 parlants i els números s'han més que duplicat des de llavors.
L'anglès és l'idioma estranger oficial i la llengua més parlada dels expatriats . El malayalam és una altra llengua popular i, juntament amb l'hindi / urdú, és la més parlada entre els expatriats.

## Economia
APM Terminals, que forma part del grup Moller-*Maersk AP de Dinamarca, gestiona el port de Salalah, un dels ports més grans de la península aràbiga, que és un centre de transbord important per al transport de contenidors en la zona. El port de Salalah és també un dels més importants de la Península en les connexions entre Àfrica, Orient Mitjà i Àsia. Però el port està fora de la ciutat, al sud. També és l'ocupador privat més gran de la regió de Dhofar. La Zona Lliure de Salalah, situada just al costat del port, està emergint com un nou centre per a les indústries pesants en el Mitjà Orient.

## Esport
Salalah és coneguda com la seu d'alguns dels millors clubs de futbol d'Oman. En total, Salalah té 4 clubs esportius amb seu a la ciutat: Salalah club, Al-Ittihad, Al-Nasr i Dhofar .
El Dhofar FC ha estat sobrenomenat com "Al-Zaeem", o "Els líders", a causa del seu enorme èxit tant en la Lliga d'Oman com en el Qaboos Copa Sultà. El Dhofar també té una quantitat destacable de trofeus en esports com el voleibol i l'handbol. Al-Nasr també ha estat coneguts pel seu gran èxit en el futbol, en haver guanyat la Lliga d'Oman cinc vegades i el Sultà Qaboos Copa quatre vegades. Al-Nasr, com Dhofar, també ha tingut èxit en altres esports com l'hoquei, el bàsquet, elvoleibol i l'handbol.
Salalah actualment té dos estadis: un és el Complex d'Esports Salalah (també conegut com "La joventut es diverteix complexes"), que és l'únic estadi d'usos múltiples en Salalah; el més recent és l'Estadi Al-Saadah, en el districte d'Al-Saada de Salalah, dedicat al futbol. Incorporats en les parets del complex esportiu, a part de l'estadi de futbol és un camp d'hoquei, pista de tennis, piscina olímpica i pista de voleibol / bàsquet coberta. L'Estadi Al-Saada és el lloc on l'equip nacional de futbol d'Aràbia i l'equip nacional d'Oman es van reunir per primera vegada en Salalah el 12 d'agost de 2009.
Salalah és coneguda com la seu d'alguns dels millors clubs de futbol d'Oman. En total, Salalah té 4 clubs esportius amb seu a la ciutat: Salalah club, Al-Ittihad, Al-Nasr i Dhofar .
El Dhofar FC ha estat sobrenomenat com "Al-Zaeem", o "Els líders", a causa del seu enorme èxit tant en la Lliga d'Oman com en el Qaboos Copa Sultà. El Dhofar també té una quantitat destacable de trofeus en esports com el voleibol i l'handbol. Al-Nasr també ha estat coneguts pel seu gran èxit en el futbol, en haver guanyat la Lliga d'Oman cinc vegades i el Sultà Qaboos Copa quatre vegades. Al-Nasr, com Dhofar, també ha tingut èxit en altres esports com l'hoquei, el bàsquet, elvoleibol i l'handbol.
Salalah actualment té dos estadis: un és el Complex d'Esports Salalah (també conegut com "La joventut es diverteix complexes"), que és l'únic estadi d'usos múltiples en Salalah; el més recent és l'Estadi Al-Saadah, en el districte d'Al-Saada de Salalah, dedicat al futbol. Incorporats en les parets del complex esportiu, a part de l'estadi de futbol és un camp d'hoquei, pista de tennis, piscina olímpica i pista de voleibol / bàsquet coberta. L'Estadi Al-Saada és el lloc on l'equip nacional de futbol d'Aràbia i l'equip nacional d'Oman es van reunir per primera vegada en Salalah el 12 d'agost de 2009.
L'esport més popular entre els joves és el futbol. És molt normal veure a un grup de nois i joves de tota la regió, jugant en camps improvisats en estacionaments, o en una gran àrea oberta. La Platja de futbol és també una vista comuna per a veure al llarg de la platja en el districte d'Al-Haffa. Un altre esport popular en Salalah és el voleibol. Encara que no és tan popular com el futbol, aquest esport també es practica amb freqüència.

## Galeria

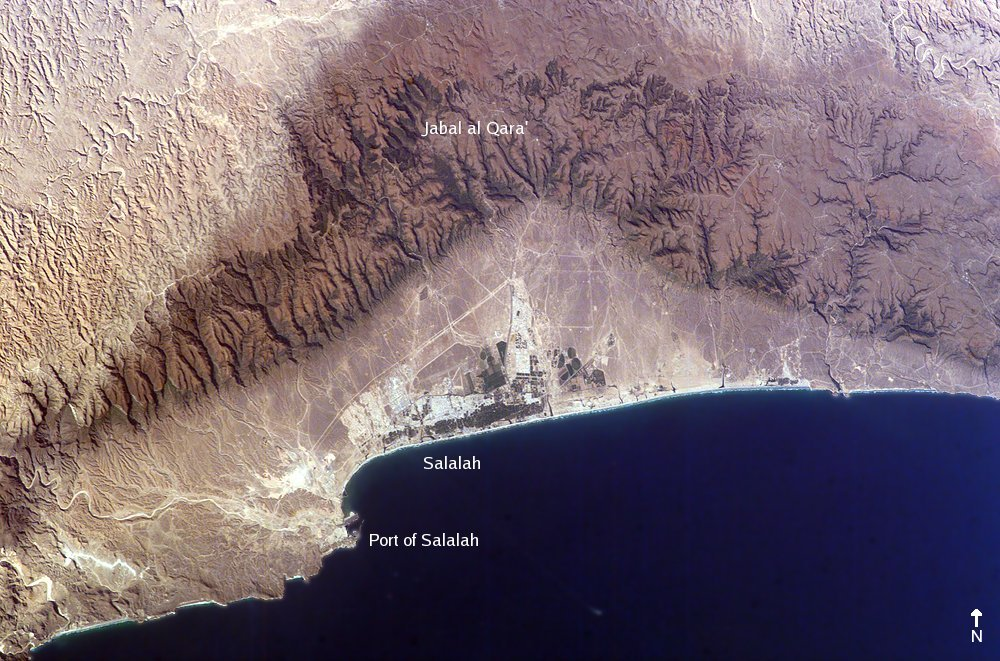
vista de Satel·lit
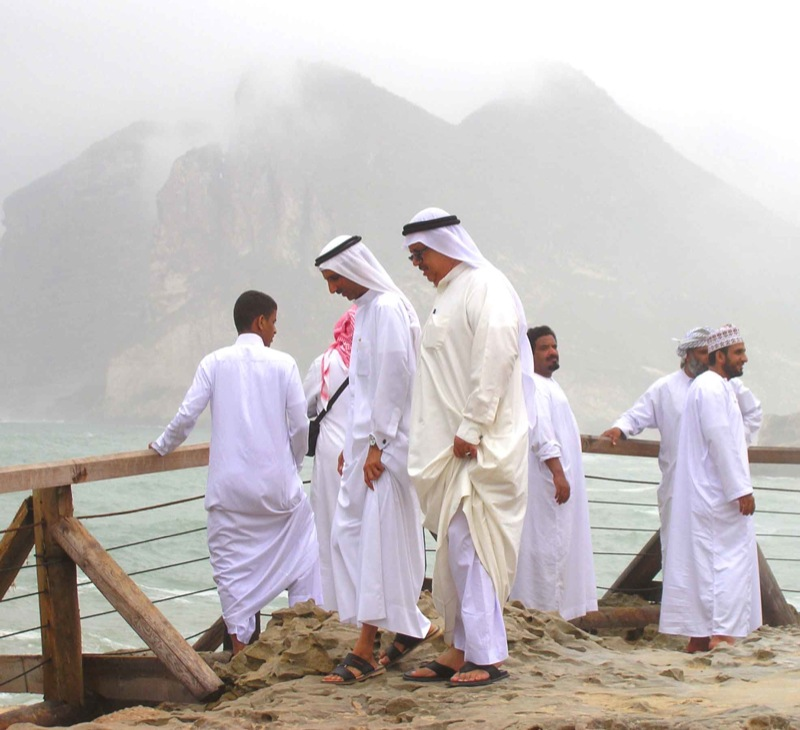
La costa a al-Mughsayl
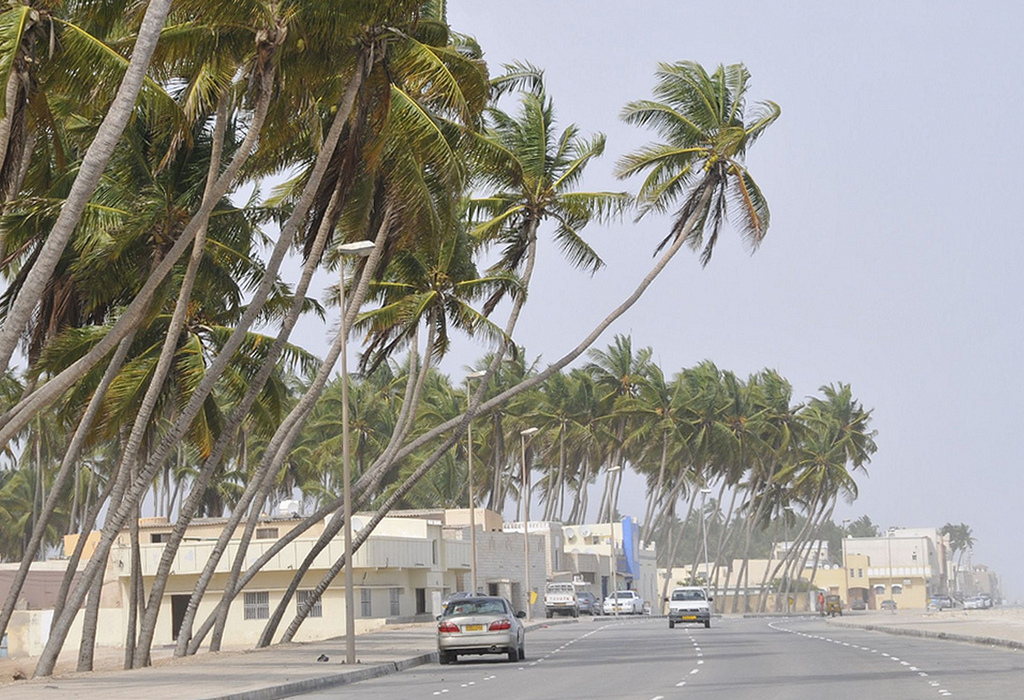
Corniche d'al-Hafa a Salalah
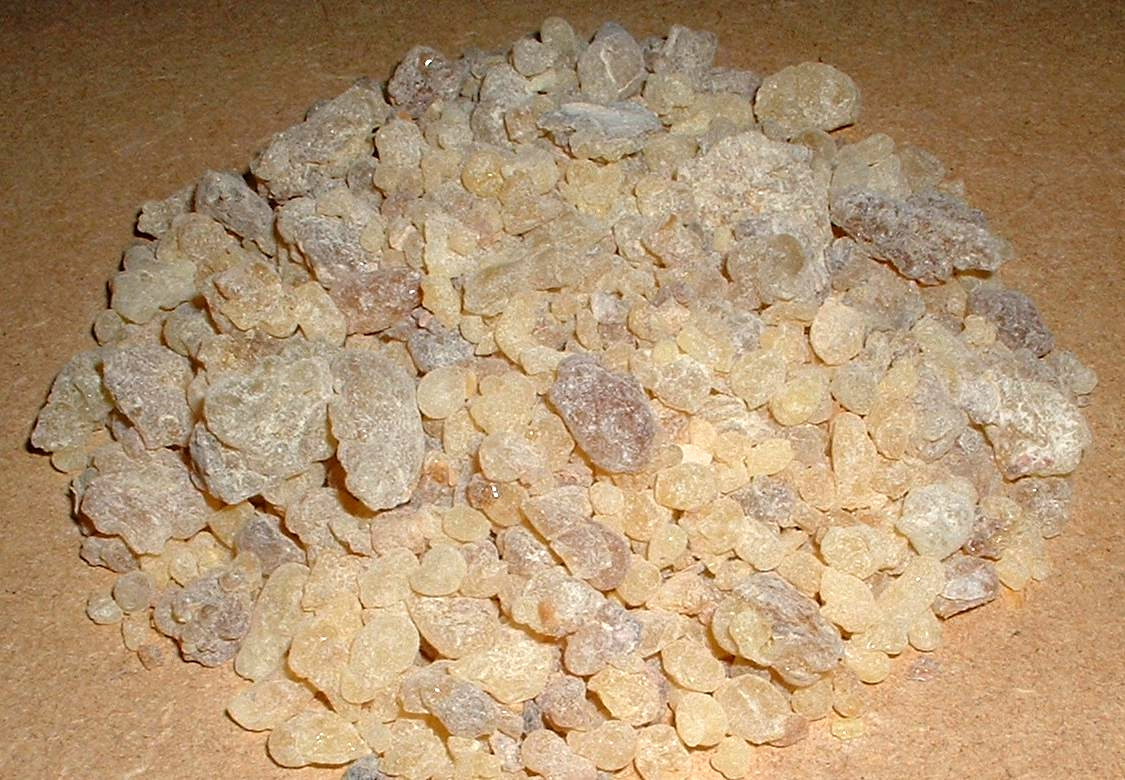
Encens venut a Salalah